# Expansion Pak
El Expansion Pak es un accesorio lanzado en 1999 para la consola Nintendo 64, que se instala en un puerto en la parte superior de la consola reemplazando al Jumper Pak preinstalado originalmente en la consola.
Su función es otorgar 4 MB de memoria RDRAM adicional a la consola para un total 8 MB. 
El propósito original era para ser utilizada junto con el periférico Nintendo 64DD, dado que las capacidades iniciales de la consola eran insuficientes para el funcionamiento de este.
Este aumento de memoria fue aprovechado por los desarrolladores de videojuegos al enfocarse en mejoras visuales permitiendo que algunos juegos consigan una mejor resolución de pantalla, gráficos más detallados y más imágenes por segundo, pero no tiene ningún efecto en juegos que realmente no fueran diseñados para este accesorio.
Los únicos juegos que necesitan obligatoriamente el accesorio son Donkey Kong 64, The Legend of Zelda: Majora's Mask y Perfect Dark. Es usado en The Legend of Zelda: Majora's Mask para aumentar el número de personajes en pantalla, como se puede observar en el área de la Ciudad Reloj. Sin el Expansion Pak, la mayor parte del juego Perfect Dark es inaccesible (incluyendo el modo para un jugador). También fue usado en StarCraft 64, para desbloquear su popular expansión Brood War.
Algunos desarrolladores de videojuegos  lanzaron versiones propias, sin embargo, hubo bastantes quejas por su estabilidad y sobrecalentamiento, además porque, al medir cuatro centímetros de largo y cinco centímetros de ancho; era un poco más grande del tamaño normal, sobresaliendo de la consola.
| Requerido para jugar                                              |
| ----------------------------------------------------------------- |
| The Legend of Zelda: Majora's Mask                                |
| Donkey Kong 64                                                    |
| Requerido para desbloquear partes del juego.                      |
| Perfect Dark                                                      |
| StarCraft 64                                                      |
| Utilizado para pequeñas mejoras visuales u otras mejoras menores. |
| 007: The World is Not Enough                                      |
| All-Star Baseball 2000                                            |
| Army Men: Sarge's Heroes 2                                        |
| Castlevania: Legacy of Darkness                                   |
| Command and Conquer 3D                                            |
| Cyber Tiger 2000                                                  |
| Daikatana                                                         |
| Donald Duck: Goin' Quackers                                       |
| Duke Nukem: Zero Hour                                             |
| Gauntlet Legends                                                  |
| Hybrid Heaven                                                     |
| Hydro Thunder                                                     |
| Indiana Jones and the Infernal Machine                            |
| Indy Racing 2000                                                  |
| International Superstar Soccer 2000                               |
| International Track and Field 2000                                |
| Jeremy McGrath's Supercross 2000                                  |
| Ken Griffey Jr.'s Slugfest                                        |
| NFL Quarterback Club '98                                          |
| NFL Quarterback Club '99                                          |
| NFL Quarterback Club 2000                                         |
| NFL Quarterback Club 2001                                         |
| Nuclear Strike 64                                                 |
| Pokémon Stadium 2                                                 |
| Quake II                                                          |
| Rayman 2                                                          |
| Re-Volt                                                           |
| Resident Evil 2                                                   |
| Road Rash 64                                                      |
| Roadsters                                                         |
| San Francisco Rush 2049                                           |
| Shadow Man                                                        |
| South Park                                                        |
| Star Wars: Episode I Racer                                        |
| Star Wars: Rogue Squadron                                         |
| Stunt Racer 64                                                    |
| Supercross 2000                                                   |
| Tony Hawk's Pro Skater                                            |
| Tony Hawk's Pro Skater 2                                          |
| Tony Hawk's Pro Skater 3                                          |
| Top Gear Hyper-Bike                                               |
| Turok 2                                                           |
| Turok: Rage Wars                                                  |
| Turok 3: Shadow of Oblivion                                       |
| Vigilante 8: Second Offense                                       |